# Séisme du 24 août 2016 en Italie
Le 24 août 2016 à 1 h 36 min 33 s UTC, un séisme de magnitude 6,2 secoue la haute vallée du Tronto, notamment la province de Rieti (Latium) et celle d'Ascoli Piceno (Marches) et, dans une moindre mesure, les régions voisines de l'Ombrie et des Abruzzes, en Italie centrale. Il cause la mort de 298 personnes , dont 234 rien qu'à Amatrice, et fait près de 400 blessés.

## Causes

L'Italie entre la plaque tectonique africaine et européenne.

Selon Bernard Pascal, sismologue à l'institut de physique du globe de Paris, cité par le quotidien Le Monde, ce séisme a été provoqué par « l'étirement » de la chaîne de montagnes des Apennins : « Il s'agit d’un séisme typique de la région. Toute la chaîne de montagnes des Apennins, qui parcourt sur mille kilomètres l'Italie du nord au sud, est en train de s'étirer. Les Apennins se fracturent sur de grandes failles qui permettent cet étalement. » Selon ce spécialiste, « ce sont les mêmes causes qui avaient provoqué le séisme très meurtrier de 2009 à L'Aquila ».
Cela est dû à un système de failles normales d'extension.
Cette extension de la croûte terrestre et de la lithosphère a débuté au Pliocène entre le bloc Corse-Sardaigne et l'Italie et contribue à l'« ouverture » de la mer Tyrrhénienne.

## Déroulement
L'épicentre du séisme est situé au sud-est de l'Ombrie, à 10 km au sud-est de Norcia et à 150 km au nord-est de Rome, mais le phénomène a été ressenti et a également fait des dégâts dans les Marches, les Abruzzes et le Latium jusqu'à Rome,.
La première secousse de magnitude 6,2 a eu lieu à 01:36:33 (UTC) avec comme épicentre la commune d'Accumoli, dans la province de Rieti, dans la région du Latium, à une profondeur de 4 km. Une secousse de 138 secondes (soit plus de deux minutes) a été enregistrée. Durant la nuit de nombreuses secousses ont été enregistrées dans la zone de Norcia et de Rieti, dont certaines supérieures à une magnitude 4,0. À 02:33:29 (UTC) une autre forte secousse, de magnitude 5,3, a été enregistrée à Norcia, dans la province de Pérouse. Pendant la journée, on enregistre plus de 300 répliques, dont au moins 55 de magnitude supérieure à 3,0.

### Séquence des secousses

La magnitude des secousses sur deux jours dans un rayon de 30 kilomètres.

Liste détaillée des secousses telluriques relevées entre le 24 août et le 3 septembre 2016 en excluant celles qui sont inférieures à la magnitude 4 ; les secousses les plus fortes de magnitude supérieure ou égale à 5 sont mises en évidence en bleu.
| Date             | Heure locale (CEST) | Magnitude | Profondeur hypocentre | Épicentre                 | Épicentre | Épicentre |
| Date             | Heure locale (CEST) | Magnitude | Profondeur hypocentre | Commune                   | Latitude  | Longitude |
| ---------------- | ------------------- | --------- | --------------------- | ------------------------- | --------- | --------- |
| 24 août 2016     | 03:36:32            | 6,0       | 4 km                  | Accumoli                  | 42,70 N   | 13,24 E   |
| 24 août 2016     | 03:36:00            | 4,4       | 5 km                  | Amatrice                  | 42,61 N   | 13,28 E   |
| 24 août 2016     | 04:33:29            | 5,3       | 9 km                  | Norcia                    | 42,79 N   | 13,15 E   |
| 24 août 2016     | 04:59:35            | 4,1       | 9 km                  | Norcia                    | 42,80 N   | 13,14 E   |
| 24 août 2016     | 05:08:10            | 4,0       | 15 km                 | Amatrice                  | 42,61 N   | 13,27 E   |
| 24 août 2016     | 05:40:11            | 4,1       | 11 km                 | Amatrice                  | 42,62 N   | 13,25 E   |
| 24 août 2016     | 06:06:50            | 4,4       | 8 km                  | Norcia                    | 42,77 N   | 13,13 E   |
| 24 août 2016     | 13:50:30            | 4,7       | 8 km                  | Norcia                    | 42,82 N   | 13,15 E   |
| 24 août 2016     | 19:46:09            | 4,4       | 10 km                 | Accumoli                  | 42,66 N   | 13,22 E   |
| 25 août 2016     | 05:17:16            | 4,5       | 10 km                 | Arquata del Tronto        | 42,75 N   | 13,21 E   |
| 25 août 2016     | 14:36:05            | 4,4       | 10 km                 | Amatrice                  | 42,60 N   | 13,29 E   |
| 26 août 2016     | 06:28:25            | 4,8       | 11 km                 | Amatrice                  | 42,60 N   | 13,29 E   |
| 27 août 2016     | 04:50:59            | 4,0       | 8 km                  | Montemonaco               | 42,84 N   | 13,25 E   |
| 28 août 2016     | 17:55:35            | 4,4       | 9 km                  | Norcia                    | 42,82 N   | 13,24 E   |
| 3 septembre 2016 | 03:34:12            | 4,3       | 11 km                 | Norcia                    | 42,78 N   | 13,13 E   |
| 3 septembre 2016 | 12:18:51            | 4,5       | 9 km                  | Castelsantangelo sul Nera | 42,87 N   | 13,21 E   |

## Victimes et dégâts
| Nationalité     | Morts | Blessés |
| --------------- | ----- | ------- |
| Italie          | 276   | 376     |
| Roumanie        | 11    | 5       |
| Grande-Bretagne | 3     | 2       |
| Albanie         | 1     | 7       |
| Salvador        | 1     | 1       |
| Canada          | 1     |         |
| Espagne         | 1     |         |
| Total           | 292   | 388     |

Selon le bilan au 27 septembre 2016, le nombre de victimes s'élève à 298 morts . Le tremblement de terre est l'un des plus meurtriers de ces dernières années en Italie. Environ 1 500 personnes ont été évacuées, et on compte des centaines de blessés. Le séisme a été ressenti de Rimini à Naples.
La zone la plus touchée est celle de la haute vallée du Tronto, aux confins du Latium, de l'Ombrie et des Marches. Les dégâts les plus importants ont été constatés à Arquata del Tronto (50 morts) et sa frazione Pescara del Tronto, dans la région des Marches, ainsi qu’à Amatrice (234 morts) et Accumoli (11 morts), dans le Latium, selon un bilan encore provisoire le 28.
Ces trois villages ont été fortement endommagés. À Amatrice, située à une quarantaine de kilomètres de l'épicentre, le maire de la commune, cité par Rai News, estime que « la moitié du village n'existe plus ».
Plus de dix villages ont été endommagés, Pescara del Tronto est entièrement détruit, et 293 éléments du patrimoine ont été touchés.
À Nursie (Norcia), ville touristique d'Ombrie proche de l'épicentre, aucun décès n'est à déplorer.
215 personnes ont été extraites vivantes des décombres par les pompiers (Vigili del fuoco) et 23 par les secours en montagne (Soccorso alpino). 388 blessés ont été hospitalisés.

## Réactions nationales et internationales
- Le gouvernement français propose son aide à l'Italie[20].
- Le Pape François, qui suit de très près la situation, a envoyé juste après le drame les pompiers du Vatican ainsi qu'un groupe de gendarmes pour participer aux opérations de secours[21].

## Précédents
Le 8 octobre 1639, à 7:30, la ville d'Amatrice a été pratiquement détruite par un violent séisme d'intensité équivalente qui a causé plusieurs centaines de morts. D'autres séismes d'intensité inférieure ont eu lieu en 1672, 1703, 1859 et 1883.
La ville d'Accumoli a été touchée par un séisme en 1627, 1703, 1730 et 1883.